# Estádio Kerkyra
O Estádio Kerkyra é uma arena multi-uso, situado na ilha de Corfu, Grécia.
Sua capacidade atual é de 2.685 espectadores, porém, seu recorde é bem superior de 5.000 pessoas, em 1974. o estádio não é maior devido, a ilha não ser tão populosa, o mandante é o AO Kerkyra.